# Ясур, Асаф
Асаф Ясур (ивр. אסף יסעור‎; род. 17 апреля 2002 года) — израильский паратхэквондист. Чемпион летних Паралимпийских игр 2024 в Париже.

## Биография

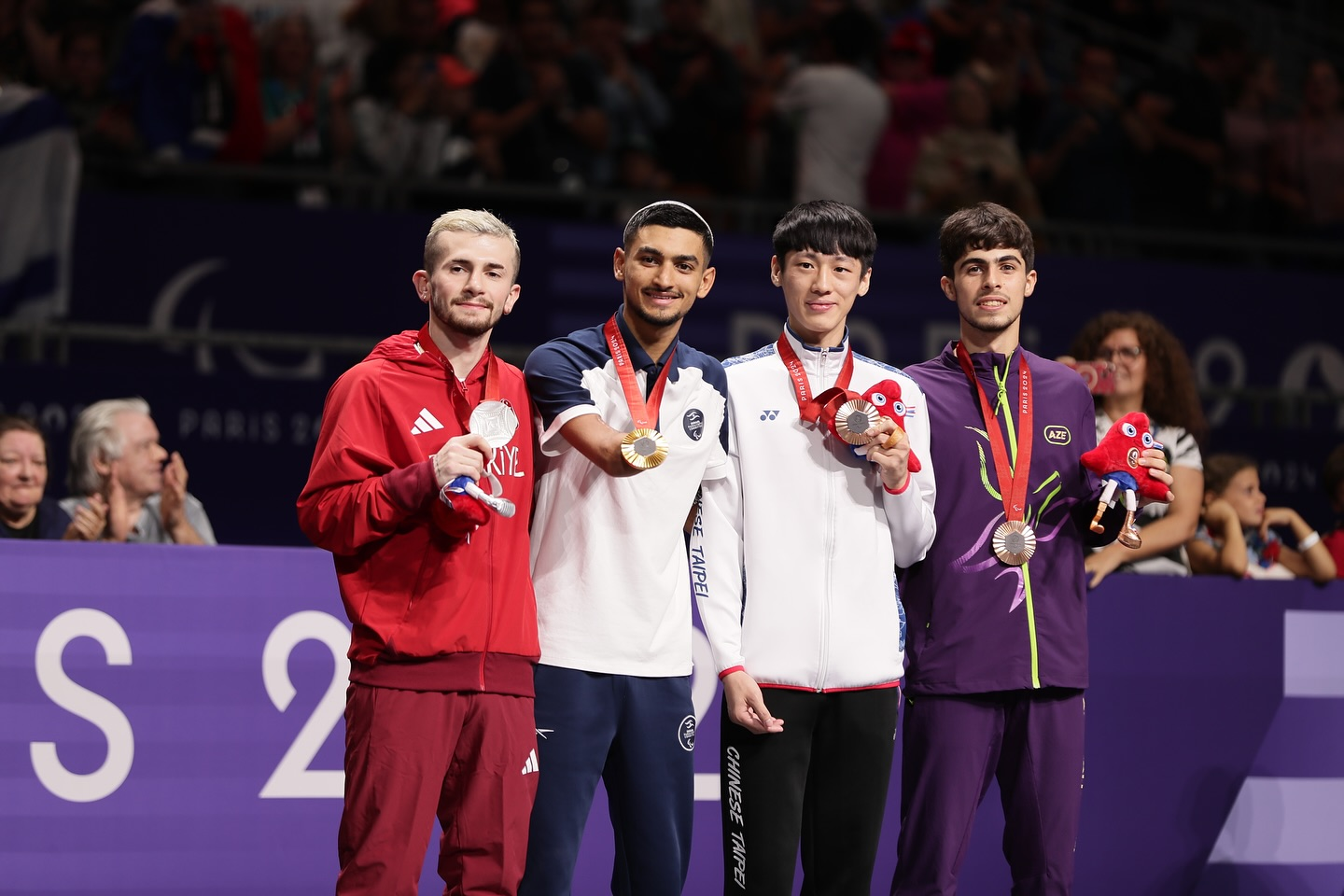
Асаф Ясур (второй слева) на церемонии награждения Паралимпиады-2024 в Париже

В возрасте 12 лет потерял обе руки из-за несчастного случая с электричеством. 
29 августа 2024 года на летних Паралимпийских играх 2024 в Париже 22-летний Асаф Ясур соревновался в весовой категории до 58 кг. В четвертьфинале победил тайца Тханву Каенкхама, в полуфинале — тайваньца Сяо Сянвэня. В финале победил турецкого тхэквондиста Али Джана Озджана и завоевал золотую медаль Паралимпиады.